# Гуляєв Юрій Олександрович
́Юрій Олекс́андрович Гул́яєв (рос. Юрий Александрович Гуляев; 9 серпня 1930, Тюмень, РРФСР, СРСР — 23 квітня 1986, Москва, СРСР) — радянський естрадний і оперний співак (ліричний баритон), композитор. Заслужений артист УРСР (1960). Народний артист УРСР (1965). Народний артист СРСР (1968).

## Життєпис
Навчався в музичній школі. У сьомому класі батько подарував йому дворядну гармоніку, під яку Гуляєв почав співати весь репертуар С. Лемешева, почутий по радіо та з платівок. В 1949 році після закінчення школи Гуляєв вступив до Свердловського медичного інституту, але, швидко усвідомивши помилку у виборі професії, перейшов до Уральської консерваторії імені М. П. Мусоргського у Свердловську (нині Єкатеринбург) на вокальний факультет, яку закінчив по класу Ф. І. Образцовської. До четвертого курсу співав тенором і тільки пізніше відкрився його прекрасний оксамитовий баритон. На п'ятому курсі (1953) був запрошений до Свердловського театру опери і балету.
Кар'єра оперного співака продовжувалась у Донецькому (1955—1960) і Київському оперних театрах (1960—1975), а з 1975 року і до кінця життя Гуляєв був солістом Великого театру у Москві. В його репертуарі партії: Щорс («Щорс» Лятошинського), Листницький («Тихий Дон» Дзержинського), Онєгін («Євгеній Онєгін» Чайковського), Фігаро («Севільський цирульник» Россіні), Граф ді Луна, Ренато («Трубадур», «Бал-маскарад» Верді), Ескаміліо («Кармен» Бізе), Роберт («Іоланта» Чайковського), Папагено («Чарівна флейта» Моцарта) та ін.
Помер від нападу астми 23 квітня 1986 року в Москві, похований на Ваганьківському цвинтарі.

## Творча діяльність
Концертна діяльність Гуляєва розвивалась паралельно оперній. Ще з часу навчання в консерваторії, в перші повоєнні голодні роки багато студентів підробляли в концертах. Г. у супроводі баяна співав арії, пісні, романси. Естрада принесла йому широку популярність. Підкоряв його оксамитовий, теплий і багатий за тембром баритон, приваблювало відкрите красиве обличчя, чарівна посмішка. В його репертуарі народні пісні, російські романси («Вдоль по улице метелица метет», «Средь шумного бала», «Не лукавьте», «Не пробуждай воспоминаний»), закордонна класика (Шуман, Гріг) і сучасна пісня («Дивлюсь я на небо»), якій він віддавав багато сил.
27 травня 1962 року вперше виконав пісню «Як тебе не любити, Києве мій!», яка в листопаді 2014 року стала офіційним гімном міста Київ.
Гуляєв багато працював над кожною піснею, широко опираючись на досвід старшого покоління (зокрема, свого кумира Лемешева). Але традицію використовував творчо, створюючи свій унікальний світ пісні. В Україні він співробітничав з композитором І. Шамо.
З 1966 почалась творча дружба Гуляєва з О. Пахмутовою, цикл якої на вірші М. Добронравова «Созвездие Гагарина» («Сузір'я Гагаріна») став для нього справжнім сузір'ям, а пісня циклу «Знаете, каким он парнем был» назавжди стала візитною карткою співака, як і пісні «Русское поле», «На безымянной высоте».
Цілий цикл творів написав для нього М. Тарівердієв. Виконував Г. пісні Т. Хрєнникова, Г. Свиридова, Д. Шостаковича, Д. Кабалевського. Вимогливий до себе, тактовний з іншими, Г. тонко відчував різницю, працюючи з оркестром під керуванням Ю.Силантьєва, з Державним російським народним оркестром ім. М. Осипова чи під акомпанемент рояля (багато років його незмінною акомпаніаторкою була Р. Трохман).
Написав декілька десятків пісень, найбільше відомі «Воспоминания о полковом оркестре», «Желаю Вам» на вірші Р. Рождественського і цикл пісень на вірші С. Єсеніна («Под окошком месяц», «Дорогая, сядем рядом», «Хороша была Танюша»).
Співак багато гастролював у США, Канаді, Франції, Японії, Бельгії, на Кубі.
Він лауреат VII Всесвітнього фестивалю молоді і студентів у Відні (1959) та Державної премії СРСР (1975), Заслужений артист Української РСР (1960), Народний артист Української РСР (1965), Народний артист СРСР (1968).
На честь його пам'яті в Росії створено фестиваль-конкурс молодих оперних співаків ім. Юрія Гуляєва, що набув статусу державного. В Тюмені його ім'я носять вулиця і зал філармонії.

## Фільмографія
- 1961 — «Українська рапсодія» (Вадим; реж. С. Параджанова)
- 1967 — «Навпіл» (епізод; музичний фільм-ревю, СРСР—Угорщина)
- 1969 — «Викрадення» (камео)
- 1971 — «Інспектор карного розшуку» (1971, вокал)
- 1972 — рос. «Средь шумного бала» (фільм-спектакль)
- 1972 — «Євгеній Онєгін» (фрагменти; телефільм, ТО «Екран», реж. Л. Сандлер)
- 1973 — «Три ескізи до портрета Ю. Гуляєва» (телефільм, ТО «Екран», реж. Т. Успенська)
- 1973 — рос. «Созвездие Гагарина» (фільм-концерт)
- 1975 — «Кохання залишиться» (фільм-концерт; композитор)
- 1979 — «Співає Юрій Гуляєв» (фільм-концерт, 2 частини)
- 1979 — «У пісні життя моє… Олександра Пахмутова» (короткометражний; виконання пісні «Песня о тревожной молодости»)
- 1984 — «Сторінки життя Олександри Пахмутової» (документальний; виконання пісні «Знаете, каким он парнем был»)